# Снежинка (Брянская область)
Снежинка — опустевший посёлок в Унечском районе Брянской области в составе Найтоповичского сельского поселения.

## География
Находится в центральной части Брянской области на расстоянии приблизительно 9 км на юг по прямой от районного центра города Унеча.

## История
На карте 1941 года отмечен как Снежинка (Поляны) с 14 дворами.

## Население
Численность населения: 80 человек (1926), 0 в 2002 году, 1 в 2010.